# Graneledone
Graneledone (лат.) — род головоногих моллюсков из семейства Megaleledonidae надсемейства Octopodoidea.
Достигают в длину от 8 до 50 см. Распространены в Атлантическом, Тихом и Южном океанах. Придонные животные, встречаются на глубине от 90 до 2900 м. Безвредны для человека, не являются объектами промысла.

## Виды
На январь 2024 известно 10 описанных видов:
- Graneledone antarctica G. L. Voss, 1976
- Graneledone boreopacifica Nesis, 1982
- Graneledone challengeri (S. S. Berry, 1916)
- Graneledone gonzalezi Guerra, González & Cherel, 2000
- Graneledone kubodera O’Shea, 1999
- Graneledone macrotyla G. L. Voss, 1976
- Graneledone pacifica G. L. Voss & Pearcy, 1990
- Graneledone taniwha O’Shea, 1999
- Graneledone verrucosa (A. E. Verrill, 1881)
- Graneledone yamana Guerrero-Kommritz, 2000